# Takayuki Odajima
Takayuki Odajima (小田島 隆幸 Odajima Takayuki?), född 15 september 1977 i Kanagawa prefektur, är en japansk före detta fotbollsspelare.
Odajima började sin karriär 2000 i Montedio Yamagata. 2002 flyttade han till Thespa Kusatsu. Han avslutade karriären 2005.